# Vander Joaquim
Valdelício Macanga Maia Joaquim, detto Vander (Luanda, 15 aprile 1990), è un cestista angolano.

## Carriera
Con l'Angola ha disputato due edizioni dei Campionati mondiali (2014, 2019) e tre dei Campionati africani (2011, 2013, 2015).